# Wohn- und Wirtschaftsgebäude Geestberg 11
Das Wohn- und Wirtschaftsgebäude Geestberg 11 in der niedersächsischen Samtgemeinde Land Hadeln, Gemeinde Wingst-Geesthof, im Landkreis Cuxhaven, stammt vom 19. Jahrhundert. Aktuell (2024) wird es als Wohnhaus und wohl landwirtschaftlich genutzt.
Das Gebäude steht unter Denkmalschutz (siehe auch Liste der Baudenkmale in Wingst).

## Geschichte und Beschreibung
Wingst wurde 1301 als Wingsthöhe erstmals erwähnt und als organisatorische Einheit Wingster District erst um 1770.
Das eingeschossige traufständige Gebäude in Einzellage als Zweiständer-Hallenhaus in Fachwerk mit Steinausfachungen und Satteldach wurde wohl um 1860 gebaut. Der Wirtschaftsgiebel mit der gleichmäßigen Rasterstruktur hat eine umgebaute Groote Door, eine Ladeluke, eine waagerechte Verbretterung im oberen Giebeldreieck und das traditionelle Uhlenloch.
Das Landesdenkmalamt befand u. a.: „… regionstypisches Hallenhaus in Zweiständerkonstruktion …“